# NGC 7604
NGC 7604 is een lensvormig sterrenstelsel in het sterrenbeeld Vissen. Het hemelobject werd op 29 november 1864 ontdekt door de Duitse astronoom Albert Marth.

## Synoniemen
- MCG 1-59-33
- ZWG 406.48
- PGC 70974